# Dali Hassan Pacha
 (août 2013).
Si vous disposez d'ouvrages ou d'articles de référence ou si vous connaissez des sites web de qualité traitant du thème abordé ici, merci de compléter l'article en donnant les références utiles à sa vérifiabilité et en les liant à la section « Notes et références ».
Dali Hassan Pacha est un officier ottoman, placé à la tête de la régence d'Alger de 1599 à 1603, entre les gouvernorats de Mustapha Pacha et de Süleyman Pacha. 

## Biographie
Son prédécesseur, Mustapha Pacha, a été révoqué et emprisonné à Constantinople en raison de son échec à soumettre les Kabyles, qui continuent du reste de poser des problèmes durant le gouvernorat de Dali Hassan.
Cependant, ce gouvernorat est principalement marqué par des tensions avec la France. De Grammont raconte, à propos du nouveau consul français à Alger, M. de Vias :

« Il était chargé d'assurer la paix et de demander la mise en liberté de quelques marins français capturés par les corsaires ; Hassan était fort bien disposé en sa faveur ; mais l'autorité des pachas était déjà devenue nulle et les reïs [Capitaines corsaires] mirent en avant des prétextes spécieux pour ne pas obéir.
De tout temps, les rois de France, dont la bannière, d'après les Capitulations, était seule reconnue dans les ports du Levant, en avaient accordé l'usage à quelques navires appartenant à des nations amies. Les Algériens se plaignirent de cette tolérance, disant qu'on les frustrait, et envoyèrent un député, dont les plaintes furent peu écoutées ; leur orgueil rapace en fut froissé et ils se vengèrent en enlevant les marchands provençaux et languedociens. M. de Vias reçut de Henri IV l'ordre de se plaindre de ces déprédations : il fut injurié et emprisonné, avec menaces de mort. Sur les plaintes adressées à la Porte [le gouvernement ottoman à Constantinople], Hassan fut remplacé par Soliman Véneziano, qui fit restituer une partie des bâtiments capturés, tout en se plaignant de la prise d'une galère turque qui s'était échouée près d'Antibes.
Pendant que l'anarchie régnait à Alger, la Kabylie, excitée par l'Espagne, continuait à faire à l'Odjac [La milice des janissaires] une guerre toujours heureuse. »

### Sources
- Ernest Mercier Histoire de l'Afrique septentrionale
- Henri-Delmas de Grammont Histoire d'Alger sous la domination turque